# Tallima
Koordinaten: 57° 46′ N, 26° 59′ O
Tallima ist ein Dorf (estnisch küla) in der estnischen Landgemeinde Rõuge im südostestnischen Kreis Võru.
Aus Tallima stammte der selbsternannte Prophet Tallima Paap (um 1710–1768), dessen radikal-pietistische Bewegung 1742 die damals herrschenden Eigentumsverhältnisse in Frage stellte.